# Chrysops callidus
Chrysops callidus is een vliegensoort uit de familie van de dazen (Tabanidae). De wetenschappelijke naam van de soort is voor het eerst geldig gepubliceerd in 1875 door Osten Sacken.